# Улица Станко
У́лица Ста́нко — одна из старейших улиц города Иванова. Располагается в Фрунзенском районе. Начинается от улицы Смирнова и идёт в южном направлении до улицы Маяковского. Пересекается с улицами: Смирнова, Палехская, Варенцовой, Багаева.

## Происхождение названия

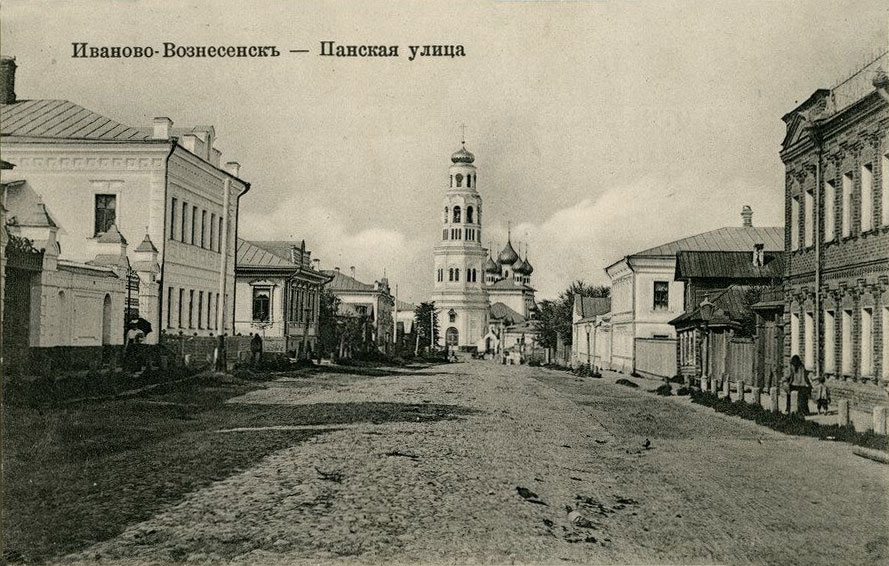
Панская улица. Начало XX века

Современный вид (2010). На переднем плане слева и справа видны сохранившиеся двухэтажные здания

Улица Станко образовалась из двух улиц: Панская и Курень.
В 1608 году на территории Ивановской области действовали польско-литовские отряды князя Лисовского — одного из сподвижников Лжедмитрия II. Существует письменный источник суздальского воеводы Фёдора Плещеева с донесением Яну Сапеге:
И милосию Божией и Государевым счастьем мы их побили и острог взяли, и посады Шуйские пошли и с мужиками, которые сели по дворам и билися с нами на смерть. Через два месяца послал (Федор Плещеев) от себя пана Мартына Собельского с казаками, да с ним же Мартыном пошел Лисовского полку пан Чижевский с казаками на Волге город Плес взяли, пришли в Суздальский уезд, в старые таборы, в село Иваново — Кохму.
Согласно источнику польские отряды были расквартированы в селе Иваново. Именно с этим событием связывают появление в селе Иваново Панской улицы и улицы Курень.
Первое письменное подтверждение существования улицы относится к 1774 году. На Генеральном плане межевания села Иванова были отмечены Курень и Панская улица.

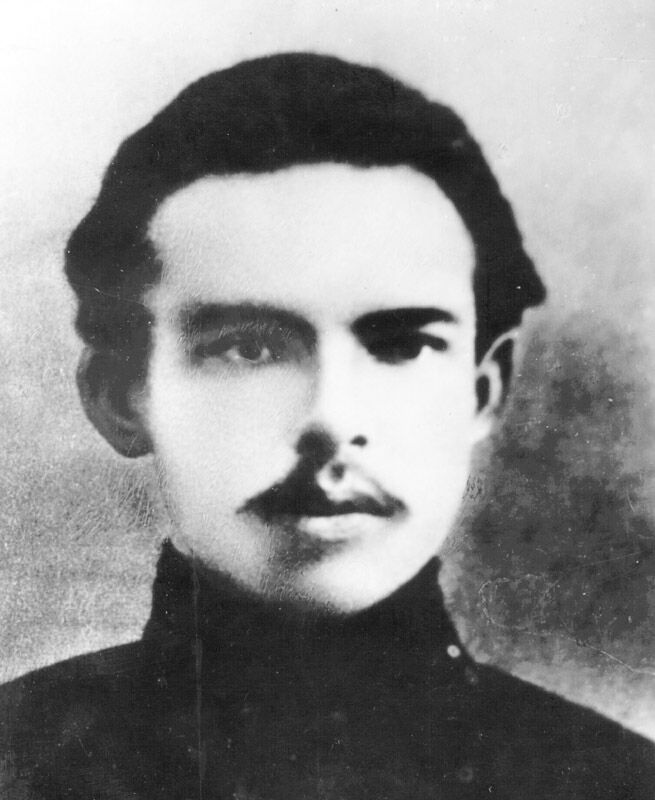
И. Н. Уткин. «Станко»

В 1927 году улицы Панская и Курень были объединены в одну, получившую имя Станко.
«Станко» — революционная кличка большевика-подпольщика, революционера Уткина Ивана Никитича (1884—1910), начальника боевой дружины РСДРП, активно действовавшего в Иваново-Вознесенске в годы Первой русской революции .

## Архитектура
До Октябрьской революции на улице находились богатые купеческие дома. Некоторые из них сохранились до наших дней.

На улице располагаются:
- Дом А. Н. Новикова. XIX век. Купеческий особняк в стиле эклектики выстроен в 1875 г. по проекту архитектора П. В. Троицкого. Некоторое время — здание Ленинского районного суда. — дом № 16
- Городская детская стоматологическая поликлиника — дом 9 (архитектор А. Ф. Снурилов)
- Банк «ЕВРОАЛЬЯНС»[5] — дом 13
- Фрунзенский районный военкомат — дом 14б
- Дневной стационар областной психиатрической больницы — дом 29

К улице непосредственно прилегает ТЦ Пассаж.

## Транспорт
На улице нет линий общественного транспорта.

## Улица в произведениях литературы и искусства
- Упоминается в рассказе Д. А. Фурманова «Как убили Отца»[6]

## Галерея

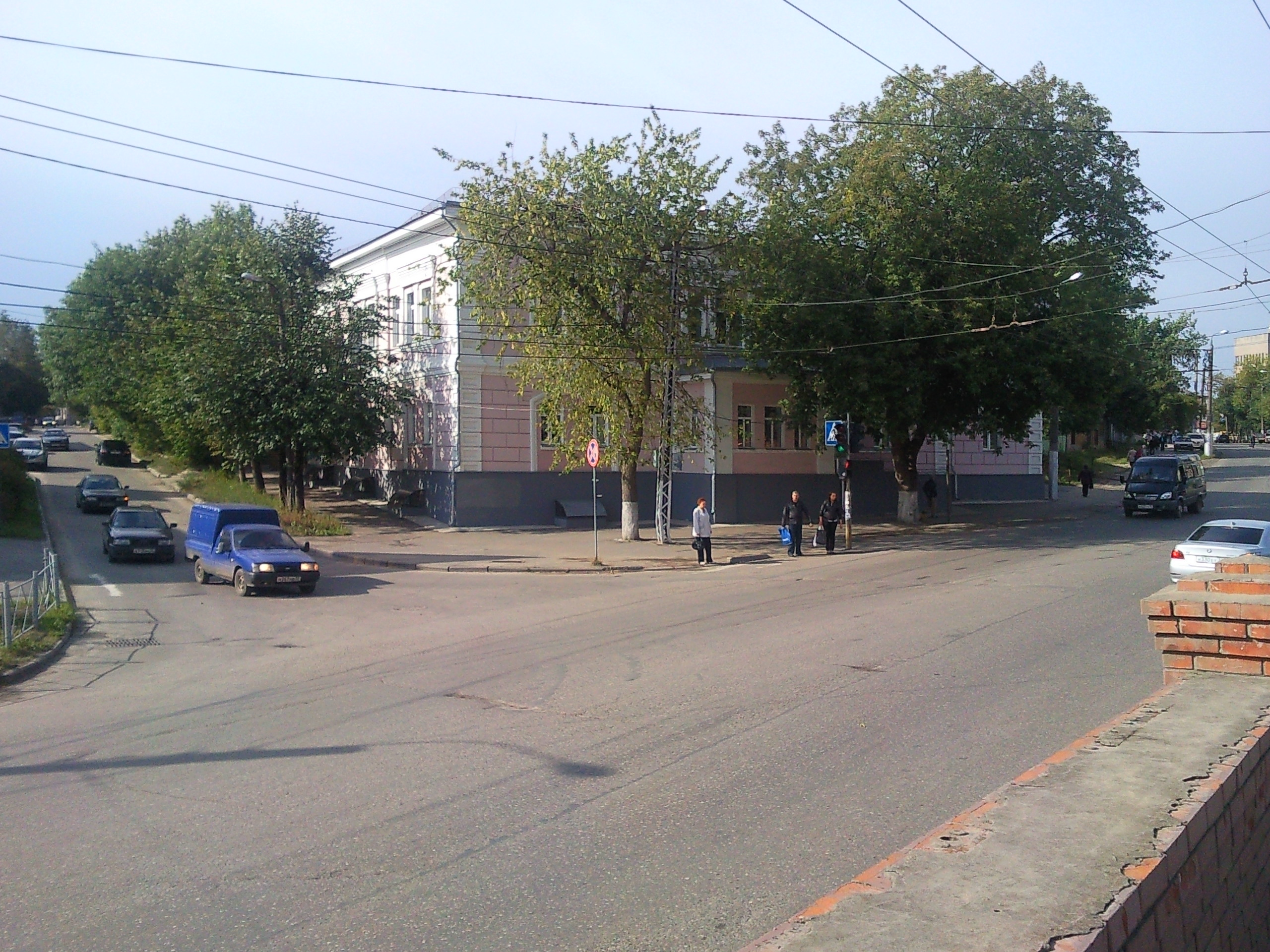
Перекрёсток улиц Станко, Палехской и Смирнова
Панская улица и Молочная горка (Палехская). Начало XX века. На переднем плане видно сохранившееся двухэтажное здание.